# Кольцехвостый кенгуру
Кольцехвостый кенгуру, или Желтоногий скальный валлаби, или желтоногий кенгуру (лат. Petrogale xanthopus) входит в семейство кенгуровых.

## Описание
Желтоногий скальный валлаби — буровато-серый, с белым брюхом, жёлтыми передними лапами и ступнями задних. Хвост тоже жёлтый, с поперечными полосками. Вес взрослой особи — 7-13 кг, рост (то есть высота головы стоящего животного) — около 60 см.

## Ареал и места обитания
Желтоногий скальный валлаби встречается в западной части Нового Южного Уэльса, на северо-западе штата Виктория, на востоке штата Южная Австралия, а также на незначительных территориях в Квинсленде. Обычно не селится рядом с человеком. Предпочитает жить там, где есть скалы.

## Охрана вида
Как минимум один из подвидов этого ночного травоядного сумчатого (P. x. xanthopus) занесён в Красную Книгу МСОП, его охранный статус определяется как «уязвимый». Популяция этого подвида насчитывает только 5000-10000 особей в Квинсленде, также есть небольшие популяции на хребте Флиндерс в Южной Австралии и в 2 районах Нового Южного Уэльса.
Охранный статус другого подвида (P. x. celeris) оценивается как «близкий к состоянию угрозы». Желтоногий скальный валлаби любит селиться в расщелинах скал и карстовых воронках на изолированных скальных участках и хребтах. Предпочитает районы с засушливым полупустынным климатом. Угрозу этому виду представляют: охотящиеся на него лисицы, пожары, а также конкуренция со стороны ввезённых человеком травоядных: коз, кроликов и овец.
В Новом Южном Уэльсе желтоногий скальный валлаби впервые был замечен в 1964 году на хребте Котураунди (англ. «Coturaundee Ranges»). Сейчас эта территория входит в состав национального парка Мутавинтджи (англ. «Mutawintji National Park»). Два небольших горных ареала на крайнем западе штата до сих пор остаются единственными известными местообитаниями желтоногого скального валлаби в Новом Южном Уэльсе.

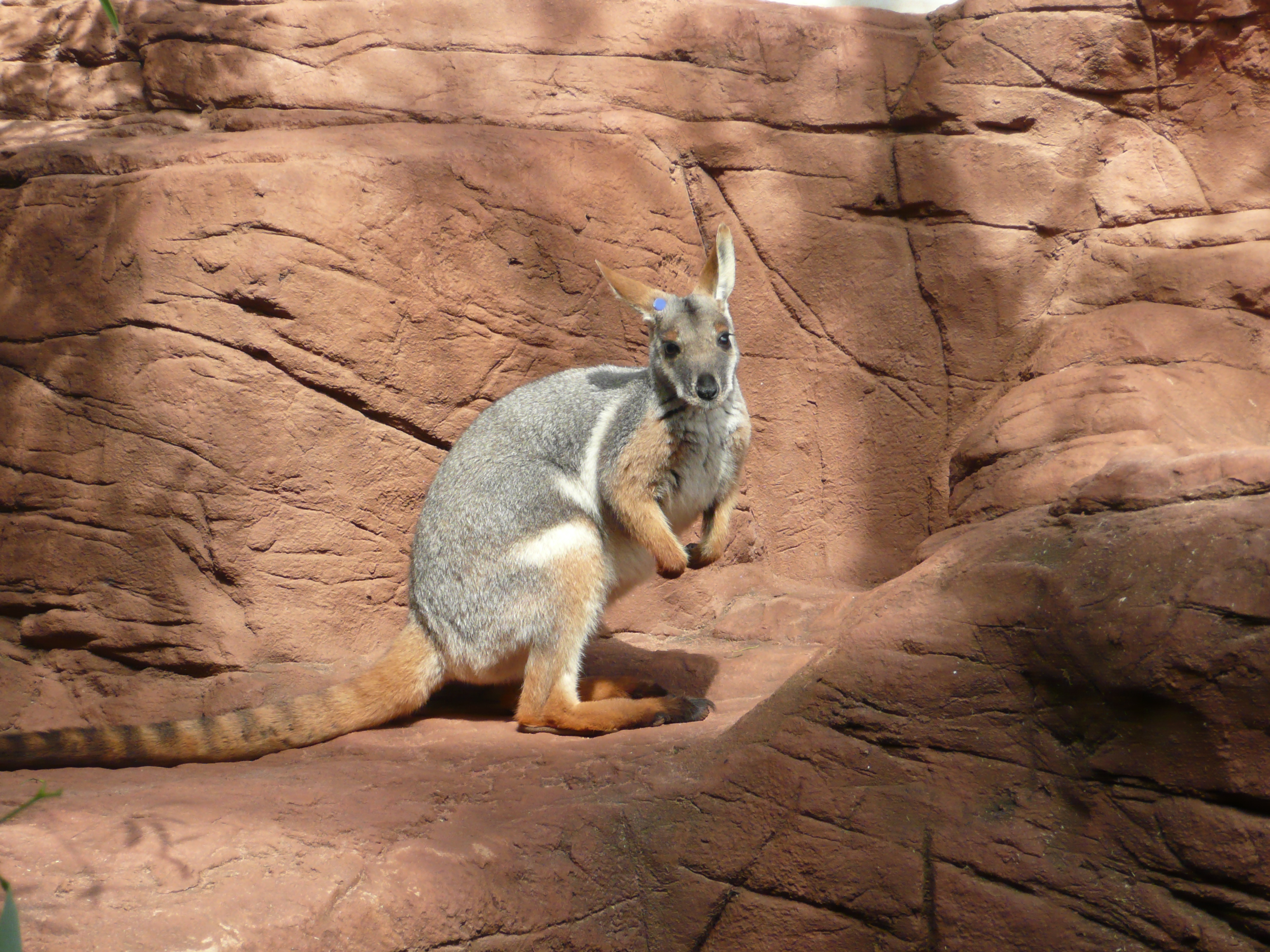

В 1979 австралийская организация «Фонд Национальных Парков и Дикой Природы» (англ. «Foundation for National Parks & Wildlife») приобрела 100 квадратных километров этих земель. Здесь был основан заповедник Котураунди, одной из целей его создания явились охрана и сохранение желтоногого скального валлаби. В дальнейшем с этой территории были изгнаны лисицы и козы.
В настоящее время указанная территория входит в состав национального парка Мутавинтджи. Ежегодное обследование этих земель показывает, что с 1995 популяция желтоногих скальных валлаби ежегодно возрастает. Сейчас в Мутавинтджи обитает от 300 до 400 валлаби.
Та же стратегия восстановления популяции, которая уже спасла желтоногого скального валлаби, теперь применяется в охране других видов валлаби, в том числе в спасении кистехвостого скального валлаби от вымирания.